# Ambasciata dell'Afghanistan a Islamabad
L'Ambasciata dell'Afghanistan a Islamabad è la missione diplomatica della Repubblica Islamica dell'Afghanistan in Pakistan.

## Storia
Una nuova ambasciata è attualmente in costruzione nell'enclave diplomatica di Islamabad. Una volta completata, diventerà la più grande ambasciata dell'Afghanistan all'estero.
L'ultimo ambasciatore afghano in Pakistan prima della presa del potere da parte dei talebani è stato Najibullah Alikhel. A luglio 2021, il governo afghano ha richiamato il proprio ambasciatore dopo che la figlia di quest'ultima aveva dichiarato di essere stata rapita e picchiata (accuse negate dal Pakistan). Nell'ottobre 2021, il governo pakistan ha permesso al nuovo governo talebano di Kabul di nominare nuove missioni diplomatiche nell'ambasciata e nei consolati, pur non riconoscendo ancora formalmente il nuovo governo.